# David Zhu
Dai Wei „David“ Zhu (* 17. August 1990) ist ein ehemaliger chinesischer Automobilrennfahrer.

## Karriere
Zhu begann seine Motorsportkarriere im Formelsport 2007. Er startete für Meritus in der asiatischen Formel BMW. Während sein Teamkollege Jazeman Jaafar den Meistertitel gewann, wurde Zhu mit zwei Podest-Platzierungen Zehnter. 2008 wechselte Zhu in die Formel Asia 2.0 zu March3 Racing. Er beendete drei Rennen auf dem Podium und wurde Gesamtsechster, während mit Felix Rosenqvist erneut sein Teamkollege den Meistertitel gewann. Darüber hinaus trat er 2007 und 2008 zu je zwei Rennen der asiatischen Formel Renault Challenge an.
2009 wechselte Zhu in die japanische Formel Challenge. Nachdem er in seiner Debütsaison den 13. Gesamtrang erzielt hatte, verbesserte er sich 2010 auf den neunten Meisterschaftsplatz. Er war in beiden Jahren bester nicht-japanischer Pilot. 2011 nahm Zhu nur an den ersten zwei Rennwochenenden der Formula Pilota China Series teil. Für Eurasia Motorsport startend erzielte er einen zweiten Platz und lag am Saisonende auf dem achten Meisterschaftsrang.
2012 wechselte Zhu nach Europa in die FIA-Formel-2-Meisterschaft. Zhu wurde damit der erste chinesische Pilot dieser Rennserie. Mit einem fünften Platz als bestem Resultat beendete er die Saison auf dem elften Platz.

## Statistik

### Karrierestationen
| - 2007: Asiatische Formel BMW (Platz 10) - 2007: Asiatische Formel Renault Challenge - 2008: Formel Asia 2.0 (Platz 6) | - 2008: Asiatische Formel Renault Challenge (Platz 29) - 2009: Japanische Formel Challenge (Platz 13) - 2010: Japanische Formel Challenge (Platz 9) | - 2011: Formula Pilota China Series (Platz 8) - 2012: Formel 2 (Platz 11) |